# Новожилов, Юрий Константинович
Юрий Константинович Новожи́лов (6 января 1924, Ярославский уезд, Ярославская губерния — 23 декабря 2001, Архангельск) — советский и российский историк-медиевист, профессор кафедры всеобщей истории в Поморском государственном университете имени Ломоносова, кандидат исторических наук. Автор работ по истории Архангельского Севера XVI—XIX веков. Участник Великой Отечественной войны. Награждён орденами и медалями.

## Биография
Родился 6 января 1924 года в деревне Жеребково Ярославского уезда.
1 ноября 1942 года, ещё будучи школьником, был призван в армию. Воевал на 1-м Украинском фронте, командовал взводом в 198-м гвардейском стрелковом полку 68-й гвардейской стрелковой дивизии. Получил тяжёлое ранение, в звании младшего лейтенанта демобилизован 3 января 1945 года.
В 1950 году окончил Ярославский пединститут, а после — аспирантуру. В 1952 году по распределению попал в город Архангельск.
В октябре 1952 года стал преподавать в Архангельском государственном педагогическом институте (с 1994 года — Поморский государственный университет) на историческом факультете. В 1954 году смог защитить кандидатскую диссертацию в Ленинградском государственном педагогическом институте имени Герцена. В 1957 году получил учёное звание доцента. В 60-х годах некоторое время работал деканом историко-филологического факультета. В 1969—1974 годы — проректор АГПИ по научной и учебной работе, в 1974—1985 — проректор по учебной работе. С 1985 года и до самой смерти был преподавателем в АГПИ-ПГУ.
Организатор Архангельского городского отделения Всероссийского общества охраны памятников истории и культуры, затем член и председатель областного отделения ВООПИиК. Избирался председателем Архангельского отделения ВООПИиК. Являлся главным редактором труда под названием «Памятники Архангельского Севера». Написал одну из глав учебного пособия «Наш край в истории СССР».
Скончался 23 декабря 2001 года. Был похоронен на Кузнечевском (Вологодском) кладбище Архангельска.

## Награды и признание
- Орден Красной Звезды (30 июля 1944)[8]
- Медаль имени М. В. Ломоносова (1961)
- Орден Трудового Красного Знамени (1966)
- Орден Отечественной войны 1-й степени (6 ноября 1985)[10]
- Медаль К. Д. Ушинского (1985)
- Орден Дружбы народов (18 мая 1994) — за большие заслуги в подготовке высококвалифицированных педагогических кадров
- Почётный работник высшего профессионального образования Российской Федерации (1997)
- Заслуженный работник высшей школы РФ (1998)
- Отличник просвещения РСФСР
- Отличник просвещения СССР

## Память
Именем Новожилова названа аудитория на историческом факультете Северного (Арктического) федерального университета (бывшего АГПИ).

## Комментарии
1. ↑  Деревня Жеребково (Жерепкова) находилась на левом берегу реки Волги в 10 верстах от Ярославля[4], насчитывала 18 дворов (123 жителя) и относилась к 1-му стану Ярославского уезда Ярославской губернии[5]; ныне — в составе Ярославля[6].